# Trafic d'organes
Pour les articles homonymes, voir Trafic.
Pour l’article ayant un titre homophone, voir Traffic.
Le trafic d'organes est l'exercice illégal du commerce d'organes, il comprend le prélèvement d'un organe ou d'un tissu humain sur des personnes vivantes ou décédées, en vue d'une transplantation. Le trafic d'organes est une transplantation commerciale où il y a un profit financier ou des transplantations qui ont lieu en dehors des systèmes médicaux nationaux. Il existe une demande mondiale croissante d'organes humains sains à transplanter, et la demande dépasse de loin les organes disponibles.
En janvier 2020, plus de 100 000 candidats attendent une transplantation d'organe aux États-Unis. Le temps d'attente médian pour une transplantation cardiaque ou hépatique aux États-Unis entre 2003 et 2014 était d'environ 148 jours. Le temps moyen d'attente pour un organe donneur varie considérablement en fonction du statut UNOS du patient. Les patients répertoriés comme "Heart Status A1" attendent en moyenne 73 jours.
Le commerce illégal d'organes vise particulièrement les populations vulnérables et pauvres, souvent dans des pays peu ou très peu développés. Il est souvent exercé par des réseaux mafieux, en raison des difficultés à se procurer des organes et des risques courus pénalement. Il est largement dominé par le marché des reins car c'est la plus grande demande ainsi que le seul organe qui puisse être complètement transplanté avec relativement peu de risque. Le trafic d'organes compte pour 10 % des 70,000 reins transplantés chaque année à travers le monde. La Chine, l'Inde, le Pakistan, l'Égypte, le Brésil, les Philippines, la Moldavie et la Roumanie sont les pays où le trafic est le plus important.

## Histoire
L'un des premiers cas recensé de l'histoire moderne est celui des tueurs en série, William Burke et William Hare, qui commirent dix-sept meurtres à Édimbourg, de novembre 1827 à octobre 1828, dans le but de revendre les corps au docteur Robert Knox. Le premier rapport scientifique du phénomène, remonte à une publication dans The Lancet en 1990. L'étude retrace le suivi de 131 patients originaires des Émirats arabes unis et d'Oman qui furent transplantés des reins à Bombay et qui auraient été confrontés à de nombreux problèmes post-opératoires.
Dans son Rapport sur le trafic d'organes en Europe, la Commission des questions sociales, de la santé et de la famille du Conseil de l'Europe écrivait : « À l'échelle de la planète, le trafic d'organes n'est pas un problème nouveau. Dans les années 1980, des experts ont commencé à remarquer une pratique baptisée par la suite « tourisme de transplantation » : de riches Asiatiques se rendaient en Inde et dans d'autres régions du Sud-Est asiatique pour obtenir des organes de donneurs pauvres. Depuis, d'autres destinations ont vu le jour, telles que le Brésil et les Philippines. Selon certaines allégations, la Chine ferait commerce des organes prélevés sur les détenus exécutés. La vente d'organes se poursuit en Inde malgré les nouvelles lois du pays, qui rendent cette pratique illégale dans la plupart des régions. Si les estimations actuelles suggèrent que le commerce illicite d'organes se maintient à un niveau relativement modeste en Europe, ce problème ne perd rien de sa gravité, car il est très probable qu'avec les nouveaux progrès de la médecine, le décalage entre l'offre et la demande d'organes continuera de se creuser ».

## Les formes de trafic d'organes
Le moyen d'acquisition d'organes illégal le plus répandu est le « tourisme de transplantation » : les donneurs se rendent dans des centres médicaux de pays en développement. D'autres formes de commerce illégal d'organes consistent en l'utilisation d'un pays tiers pour la transplantation ou bien l'acheminement des donneurs dans le pays du demandeur d'organe (c'est notamment le cas de Moldaves aux États-Unis ou de Népalais en Inde). L'État profite parfois de ce commerce pour son développement économique. Le Pakistan est une plaque tournante de ce commerce.
Il existe également des sites internet de commande d'organes depuis la Chine, le Pakistan et les Philippines.

## Aspects légaux

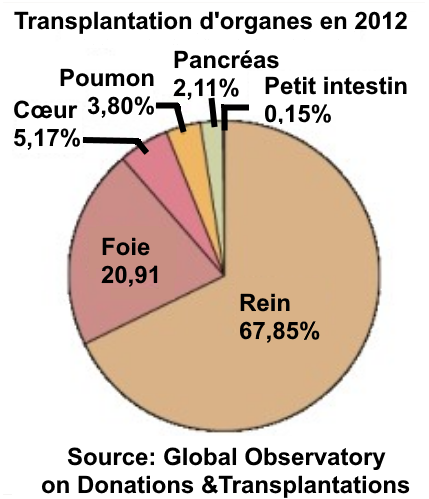
Transplantation d'organes en 2012. 67,85: le rein, 20,91: le foie, 5,17: le cœur, 3,80: le poumon, 2,11: le pancréas, 0,15: autres

L'achat et la vente d'organes depuis un donneur en vie est une pratique interdite dans de nombreux pays.
La plupart des ventes sont effectuées dans les pays pauvres pour le compte de receveurs issus de pays riches: « tourisme de transplantation ». Dans ces pays pauvres, il n'existe pas toujours de législation claire en la matière ou bien certains pays font preuve de laxisme dans l'application de lois existantes ou dans la surveillance des instituts médicaux. L'Iran est le premier pays à permettre l'achat et la vente d'organes. Le marché est contenu au pays et à des personnes de même nationalité. Sur le marché légal iranien un rein vaut 2 000 $ à 4 000 $. Sur le marché illégal le prix peut aller au-delà des 160 000 $,.

### Débat sur la légalisation
Le marché noir d'organes entraine des problèmes sanitaires. Des maladies comme le VIH ou l'hépatite peuvent être transmises aux receveurs. La qualité du sang et des organes n'est pas assurée. L'opération se fait souvent dans des conditions précaires. Le matériel, les technologies médicales modernes et les compétences des chirurgiens ne sont pas garanties. Sur le marché noir, les donneurs risquent de ne pas recevoir suffisamment de traitements post-opératoire. Un autre argument en faveur de la légalisation de la vente d'organe concerne l'immoralité de l'exploitation de la misère, de la pauvreté et de la faiblesse de certaines personnes par le trafic illégal.
Selon les partisans de la vente d'organes, le fait d'autoriser la vente libre d'organes permettrait la suppression du marché noir et des vols d'organes. Selon certains libertariens[Qui ?], l'interdiction de la vente d'organes est une atteinte à la liberté de chacun de disposer de son corps. Chaque individu a le droit fondamental d'utiliser son corps, d'en tirer profit et d'en abuser (en se droguant, en se suicidant, en se mutilant, etc.). Cependant, cela implique que l'individu assume ses responsabilités et donc qu'il n'en fasse pas supporter le coût à la communauté par la sécurité sociale. Selon ce point de vue, les lois punissant la vente d'organes sont donc des lois illégitimes en regard des droits naturels. Ils ajoutent que le fait que le don d'organes nécessite une autorisation signifie bien que l'individu est propriétaire de son corps. Selon certains points de vue dits utilitaristes, les donneurs d'organes sont de 10 à 40 pour un million d'habitants, ce qui est insuffisant. Légaliser le marché inciterait plus de donneurs à se manifester.
Les arguments contre la vente d'organes sont ceux qui ont mené à son interdiction. Notamment, des questions d'éthique où les opposants considèrent que les organes ne sont pas une « marchandise comme une autre ». L'International Transplantation Society déclarait ainsi dès 1970 : « la vente d'organes d'un donneur vivant ou mort n'est en aucun cas justifiable ». L'Organisation mondiale de la santé en 1991 a adopté une position similaire : « Le corps humain et les parties du corps humain ne peuvent faire l'objet de transactions commerciales ». En France, la philosophie du droit des contrats s'oppose au concept de vente d'organes, puisque le corps humain est légalement placé hors du commerce.

### Législations internationales
En France, en conformité avec le principe de non-patrimonialité du corps humain, une loi de 1994 a renforcé cette interdiction en vigueur depuis au moins 1976 (loi no 76-1181) : « Aucun paiement, quelle qu'en soit sa forme, ne peut être alloué à celui qui se prête au prélèvement d'éléments de son corps, ou à la collecte de ses produits » ; seul peut intervenir, le cas échéant le remboursement des frais engagés selon les modalités fixées par décret au Conseil d'État. Le principe est donc l'interdiction de la vente, le corps humain et ses produits étant « hors commerce ». Tout contrevenant risque sept ans de prison et plus de 100 000 € d'amende.
En Angleterre, le trafic d'organes est un crime. Une législation existe depuis 1989.
En Allemagne, une loi fédérale, prévoit jusqu'à 5 ans de prison en cas de délit, a été adoptée en 1997.
En Belgique, la loi du 22 mai 2019 relative au trafic d'organes humains et relative au principe de non-sanction des victimes de traite des êtres humains punit spécifiquement le trafic d’organes . Conformément à la Convention du Conseil de l'Europe, elle modifie le Code pénal pour incriminer tout prélèvement d’organes effectué contre rémunération ou sans avoir respecté les conditions de consentement. Les peines prévues sont la réclusion criminelle de cinq ans à dix ans et une amende de 750 euros à 75.000 euros. Ces montants sont à multiplier par 8 pour tenir compte des décimes additionnels. Cela vaut également pour toute transplantation ou tout autre usage d’organes prélevés illégalement. Le recrutement et la sollicitation de donneurs et de receveurs dans un but de lucre sont aussi incriminés.
L’acceptation volontaire, par un receveur, d’un organe prélevé illégalement sera également incriminée. La peine prévue pour cette infraction est cependant plus légère que pour le médecin qui prélève ou le courtier, afin de tenir compte de la détresse dans laquelle le receveur se trouve. La loi veut néanmoins responsabiliser les receveurs qui alimentent financièrement le trafic d’organes, compte tenu des mutilations subies par les donneurs et de leurs conséquences à vie.
De plus, la législation relative à la compétence extraterritoriale des tribunaux belges a été adaptée. Il s’agit de tenir compte, d’une part, du consensus international visant à interdire la commercialisation des organes, et, d’autre part, de la difficulté pour les Etats dont les donneurs rémunérés sont originaires, de poursuivre les auteurs du trafic provenant d’autres Etats. La loi permet de juger en Belgique des cas de trafic d’organes pratiqués à l’étranger, à certaines conditions.
Par ailleurs, l'article 4, §1, de loi du 13 juin 1986 sur le prélèvement et la transplantation et la transplantation d'organes dispose que « Les cessions d'organes et de tissus ne peuvent être consenties dans un but lucratif, quelles que soient les parties entre lesquelles elles s'opèrent. Le terme cession vise toute procédure et non pas uniquement l'acte de prélèvement ; il recouvre donc toutes les phases intermédiaires (prélèvement, conservation, importation, transport, distribution et livraison). L'interdiction d'un but lucratif n'empêche pas le dédommagement des frais et des pertes de revenus exposés par le donneur, pour autant qu'ils soient la conséquence directe de la cession d'organes ».
Pour le trafic d'organes à d'autres fins que la transplantation, il convient de se référer à la loi du 19 décembre 2008 relative à l'obtention et à l'utilisation de matériel corporel humain destiné à des applications médicales humaines ou à des fins de recherche scientifique.
En Pologne et en Turquie le commerce d'organes est puni par 2 ans d'emprisonnement[réf. nécessaire].
La Chine, l'Indonésie, Singapour et le Sri Lanka disposent d'une législation. En Inde, le parlement fédéral a adopté, en 1994 une loi punissant sévèrement la vente d'organes.
Les pays de la Ligue arabe ont voté, en 1987, une loi interdisant toute forme de commerce.
La République des Philippines était jusqu'à tout récemment une destination de prédilection pour les touristes de transplantation qui bénéficiaient d’organes prélevés illégalement sur des personnes pauvres. En 2007, 1 050 greffes de rein ont été pratiquées dans le pays dont 50 % au bénéfice des étrangers malgré une réglementation datée de 2002 limitant ce pourcentage à 10 %. Pour lutter contre ce fléau, le gouvernement philippin a interdit, en 2008, la vente d’organes aux étrangers, les contrevenants encourent 20 ans de prison.
La vente d'organes reste, faute de législation claire, autorisée dans plusieurs pays du continent comme le Japon. Au Pakistan, près des deux-tiers des greffons rénaux sont destinés à des étrangers.
Cette pratique fait encourir sept ans de prison et plus de 100 000 US$ d'amende aux États-Unis.
L'Australie possède une législation condamnant ce trafic.

#### Registre d'organes
La greffe d'organe soulève des questions éthiques importantes, nécessitant une position claire de la communauté médicale et le respect des principes fondamentaux comme l'autonomie et la justice. Les médecins peuvent informer les patients dialysés des dangers du marché noir des organes. La création d'un registre des organes d'origine inconnue pourrait aider à suivre ces patients et à collecter des données épidémiologiques. La commercialisation des organes, qui valorise le corps humain, viole la dignité humaine et les principes de la Déclaration universelle des droits de l'homme.
La Convention des Nations unies contre la criminalité transnationale organisée, inclut dans sa définition de l'exploitation humaine, le prélèvement d'organes à but lucratif.
Dans sa recommandation 1611 (2003) sur le trafic d’organe en Europe, l’Assemblée parlementaire du Conseil de l'Europe a suggéré de concevoir, en collaboration avec les organisations compétentes, une stratégie européenne de lutte contre le trafic d’organes et d’envisager, dans le cadre de l’élaboration de la future convention du Conseil de l'Europe sur la lutte contre la traite des êtres humains, d’inclure un protocole additionnel relatif au trafic des organes et des tissus d’origine humaine. Le principe selon lequel le corps humain et ses divers éléments ne peuvent en tant que tels faire l’objet de bénéfices fait partie des acquis juridiques du Conseil de l’Europe. Ce principe, qui figurait déjà dans la résolution (78) 29 du Comité des Ministres et qui a, en particulier, été confirmé par la déclaration finale de la 3e Conférence des ministres européens de la Santé, tenue à Paris, en 1987, a été consacré par l’article 21 de la Convention sur les droits de l’homme et la biomédecine (STE no 164). Ce principe a été réaffirmé dans son Protocole additionnel relatif à la transplantation d’organes et de tissus d’origine humaine (STE no 186), ouvert à la signature en janvier 2002. L’article 22 de ce Protocole interdit explicitement le trafic d’organes et de tissus. Il doit également être souligné que l’Assemblée parlementaire du Conseil de l’Europe a adopté un rapport sur le « trafic d’organes en Europe » (Doc. 9822, 3 juin 2003, Commission des questions sociales, de la santé et de la famille, rapporteuse : Mme Vermot-Mangold, Suisse, SOC) et la recommandation 1611 (2003) sur le trafic d’organes en Europe.
Plusieurs associations non gouvernementales et internationales ont pris position sur le sujet, l'Association médicale mondiale a déclaré à Madrid en 1987 : « L’achat et la vente d’organes humains aux fins de transplantation sont interdites ». Elle demande aux chirurgiens de refuser de transplanter un organe qui a été obtenu par le patient de manière illégale ou contraire à l’éthique. L’OMS a adopté certains principes pour garantir l’éthique des transplantations d’organes et de tissus. Elle soutient qu’il faut protéger les plus pauvres et les plus vulnérables du « tourisme de transplantation » et de la vente et du trafic de tissus et d'organes.
En 2004, l'assemblée mondiale de la santé demande avec insistance que les États membres prennent des mesures pour protéger les plus pauvres et les plus vulnérables du tourisme de transplantation.
La Déclaration d'Istanbul signée en 2008 fournit des directives éthiques encadrant le don et la transplantation d'organes. Depuis la création de la déclaration, plus de 100 pays ont renforcé leurs lois luttant contre le commerce illégal d'organes, dont la Chine, Israël, les Philippines et le Pakistan.

## Cas par pays

### Principaux pays d'importation
Les pays à haut taux de développement comme l'Australie, le Canada, les États-Unis, les pays de l'Union européenne, Oman, l'Arabie Saoudite et le Japon figurent parmi les « pays importateurs d'organes ». Cependant le tourisme de transplantation est prévalent dans beaucoup d'autres pays, particulièrement en Asie et au Moyen-Orient. Selon des études (en 2004), plus de 75 % (132 receveurs répertoriés) des transplantations rénales de Malaisie sont le résultat du tourisme de transplantation en dehors du pays (Inde, Chine), 91 % de celles d'Oman (en 2003), 73 transplantations en Chine sur des Sud Coréens (en 2003/ 124 jusqu'en août 2004), 68 % (667 receveurs répertoriés) de celles d'Arabie Saoudite (en 2006) et 450 receveurs de Taïwan (en 2005) en Chine (dont 2/3 pour des reins).
Le tourisme de transplantation depuis la Malaisie se développe jusqu'en 1994 en Inde et puis a été progressivement remplacé par la Chine. Il existe également un important trafic en Malaisie même. À Oman, le tourisme de transplantation en Inde a été complètement remplacé en 1995 par l'Irak puis depuis 2002 il se déroule principalement au Pakistan. En Turquie la transplantation illégale se fait dans le pays même et le tourisme de transplantation se déroule en Inde dans les années 1990, puis également en Irak et en Iran,. Diverses études ont été menées dans un certain nombre de pays, notamment suivant le cas de receveurs tunisienset Saoudiens se rendent principalement en Égypte et en Inde. Le cas de 18 receveurs Arabes israéliens qui se sont rendus en Irak en 1998 pour éviter la période d'attente pour le don. Le cas de receveurs australiens, anglais et d'ex-Yougoslavie se rendent en Inde et dans d'autres pays asiatiques.

### Principaux pays exportateurs
Liste OMS.

#### Chine
En Chine, 12000 reins et foies ont été transplantés en 2005.
Dans les années 1990, les autorités chinoises récupèrent les organes sur les prisonniers des Laogais afin de les transplanter sur des membres du Parti communiste chinois ou sur de riches étrangers,.
Un certain nombre d'enquêtes et de rapports attestent l'existence de prélèvements forcés d'organes en Chine. Cette pratique, encouragée par les autorités chinoises avec la complicité des hôpitaux militaires, des forces de sécurité et de la police militaire, concerne les prisonniers de conscience chinois -ouïgours, tibétains, chrétiens, pratiquants de Falun Gong (groupe majoritairement concerné).
En 2006, à la suite des témoignages d'un chirurgien déclarant avoir effectué de nombreuses transplantations à partir d'organes prélevés de forces de Falun Gong, David Kilgour, ancien secrétaire d'État canadien et avocat de la couronne et David Matas, avocat international des droits de l'homme, mènent une enquête indépendante. Parallèlement, en mai 2006, le vice-président du Parlement européen, Edward McMillan-Scott se rend en Chine et recueille un témoignage attestant l'existence d'une telle pratique. Malgré les démentis du gouvernement chinois et l'enquête controversée d'Harry Wu , d'autres investigations indépendantes suivent et confirment ces dires,,,.
Selon David Kilgour, la moitié des détenus des camps de rééducation par le travail sont des pratiquants de Falun Gong. Ceux-ci, durant leur incarcération, sont testés pour leur groupe sanguin, et leurs organes sont examinés. Ils font alors l'objet d'une sélection par les médecins et les autorités carcérales, puis les organes sont prélevés au cours d'une opération, entraînant le décès du pratiquant. Les deux auteurs de "Bloody Harvest" affirment également que depuis 1999, les pratiquants de Falun Gong constituent la source principale des organes prélevés en Chine, et que ces derniers sont vendus à des prix très élevés. Ils estiment qu'il y aurait eu 41 500 transplantations d'organes non expliquées entre 2000 et 2005.
En 2010, le Congrès des États-Unis a voté une résolution qui mentionne de telles pratiques dans la persécution du Falun Gong. Elle a été suivie en 2013 d’une résolution spéciale du Parlement européen condamnant les prélèvements forcés d'organes cautionnés par l'État chinois, touchant en particulier les pratiquants de Falun Gong. En juillet 2014, les médias d’État chinois ont rapporté des « abus de transplantations d’organes » en mentionnant notamment le nom d’un haut responsable du domaine médical. Des éléments concordants font craindre de telles pratiques de ventes forcées d'organes dont certains Ouïghours seraient victimes dans les camps d'internement du Xinjiang.

#### Inde
L'Inde est un pays où le trafic d'organes est présent. Depuis la loi interdisant ce commerce (The Human Organ Transplantation Act of 1994) ce trafic a été considérablement réduit. Il est estimé que 2000 Indiens vendent leurs organes chaque année sur le marché noir.
Le 24 janvier 2008, la police indienne fait une descente dans une résidence de Gurgaon convertie en une clinique clandestine dirigée par Dr Amit Kumar, un médecin indien de 40 ans, surnommé « docteur Horreur » par les médias. En huit ans d'activité, il aurait fait, selon la police, 600 transplantations d'organes provenant de paysans indiens en utilisant la force ou en promettant des compensations financières. Trois personnes sont décédées au cours d'opérations de prélèvement. Le raid de la police a permis de sauver cinq personnes et cinq autres, un couple indien résidant aux États-Unis et trois Grecs qui attendaient une transplantation ont été arrêtés en plus de cinq de ses collaborateurs. Il a été arrêté au Népal le 7 février 2010,.

#### Pakistan
Après l’attentat islamiste contre l’Église de Tous les Saints, à Peshawar, des rapports font état de la disparition aux mains du trafic d’organes de 18 garçons et de 13 petites filles âgées de 13 à 17 ans. Selon les enquêtes de police, 42 établissements médicaux engagés dans les transplantations illégales d’organes ont été identifiés dans le Pendjab,. Dans le sud-est du pays, les bénéficiaires des quelque 2 000 transplantations annuelles de rein étaient à 75 % des étrangers, avant l’adoption en 2007, d’une loi interdisant de tels actes chirurgicaux sur des étrangers.

#### Brésil
Il y a 21 centre médicaux certifiés pour des transplantation cardiaques, 13 centres pour les transplantations du foie et une centaine pour les transplantations de reins. De nombreux cas de corruptions concernant la liste d'attente et de distribution des organes ont été relevés. Les transplantations illégales d'organes est une pratique fréquente, pour la communauté médicale brésilienne. Beaucoup d'organes sont extraits de cadavres sans consentement des proches et vendus au marché noir. Durant la dictature militaire du générale Figueirdo dans les années 1970, des quotas avaient été instaurés. Dans les journaux de nombreuses annonces pour vendre un organe en échange de compensations sont tolérées. Un autre moyen est par des intermédiaires liés à certains docteurs dans les hôpitaux.
La loi brésilienne interdit la commercialisation d'organes même si le donneur y consent. Elle n'autorise le don d'organes qu'après la mort et avec le consentement de la famille. Dans des cas exceptionnels, le don est possible entre personnes vivantes au sein d'une même famille.
États-Unis
Le 21 septembre 2021, 92 membres républicains du Sénat et de la Chambre des représentants des États-Unis ont demandé aux responsables de plusieurs agences fédérales d’enquêter sur le prélèvement d’organes à des fins de recherche. La lettre indiquait : « Nous sommes alarmés par les documents publics obtenus auprès des National Institutes of Health (NIH) qui montrent que l’Université de Pittsburgh (Pitt) pourrait avoir violé la loi fédérale en modifiant les procédures d’avortement pour prélever des organes sur des bébés suffisamment âgés pour vivre hors de l’utérus. » Cependant, PolitiFact avait rapporté plusieurs mois plus tôt que « rien n’indique que les tissus fœtaux utilisés dans les expériences [de l’Université de Pittsburgh] aient été « achetés » », ce qui suggère que la description ultérieure par les membres du Congrès de cette recherche comme impliquant le prélèvement d’organes était inexacte 

#### Égypte
Selon les Nations unies, l'Égypte est l’un des pays les plus touchés au monde par le trafic d’organe après la Chine, les Philippines et l’Inde. Un rein acheté environ 2 300 euros à des donateurs pauvres est vendu 6 fois le prix à de riches originaires des pays du Golfe. Sur 500 greffes de reins effectuées chaque année, 90 % proviendraient de donneurs rétribués.

#### Philippines
En ce qui concerne les greffes de reins, les donneurs sont recrutés dans les communautés pauvres de Manille. Ils reçoivent de 2 000 à 3 000 dollars par organe. Les interventions sont réalisées dans de grands hôpitaux et non de manière clandestine. Le prix est de 130 000 dollars pour une transplantation de foie. Les patients étrangers doivent payer entre 70 000 et 115 000 dollars pour une greffe de rein réalisée dans l’un des vingt établissements reconnus par le gouvernement philippin . Près de 200 000 touristes se sont rendus dans l’archipel en 2006 pour se faire transplanter un organe.

#### Moldavie
En Moldavie des centaines de citoyens ont été recensés comme étant devenus donneurs de reins par besoin, des réseaux de trafiquants sont actifs dans le pays rapporte une enquête de la commission de l'assemblée parlementaire européenne des questions sociales, de la santé et de la famille. La position importante de la Moldavie sur le marché noir est le résultat d'un vide législatif concernant le trafic d'organes. Les vendeurs d'organes reçoivent entre 2 500 $ et 3 000 $, les receveurs payent entre 100 000 $ et 250 000 $.

#### Colombie
En Colombie, en 2007, 68 des 873 transplantations l'ont été sur des étrangers. En 2010, une étude suit 167 donneurs (ou vendeurs) d'organes.
Dans les années 1990, des enfants des rues sont enlevés et relâchés après qu’on leur a prélevé un organe pour le revendre à des cliniques privées.

#### Turquie
En 2009, quatre Algériens qui tentaient de regagner l'Europe en transitant par la Turquie ont été retrouvés morts à la frontière séparant la Turquie de la Grèce, leurs corps mutilés présentant les traces d'un prélèvement d'organes et dépouillés des deux reins, ils auraient été piégés par un réseau criminel de trafiquants d'organes.

#### Pérou
En 2011, 61 cas de transplantations de reins ont été relevés, les trafiquants trouvaient les reins, dans la banlieue de Lima principalement. En 2013, 68 personnes faisaient face à des accusations de trafic d'organes. Les donneurs recevaient jusqu’à 8 000 $ tandis que les receveurs déboursaient 125 000 $ par rein.

#### Autres pays

##### Roumanie
Le premier cas de transplantation rénale illégal a été relevé par «The lancet». L'homme avait vendu un rein en 2001 pour plus de 10 000 £. La vente d'organe est une pratique qui se fait par des annonces sur internet ou plus rarement dans des journaux 

##### Bulgarie
« en 2007, l’entrée dans l’espace Schengen de pays comme la Bulgarie et la Roumanie ont fait du sud-est de l’Europe un carrefour mondial du trafic d’êtres humains, générant, selon Bruxelles, une explosion de la prostitution, de la mendicité organisée et du trafic d’organes au sein des pays de l’Union européenne ».
Krasimir Gigo, directeur de l'hôpital «Saint Ekaterina» de Sofia, a avoué que 20 transplantations se sont déroulées illégalement durant deux années.

##### Irak
Conséquence de la guerre en Irak et la détérioration de la situation sanitaire, un trafic d’organes, notamment celui de reins, au profit d'Irakiens fortunés, s'est développé ainsi que le tourisme de transplantation, selon une enquête de la chaîne de télévision qatarie, Al Jazeera, appuyée par des témoignages, un rein se négocie, avec des intermédiaires stationnés à l’extérieur de l’hôpital, à environ 15 000 dollars

##### Mexique
Approximativement dix mille organes sont transplantés chaque année au Mexique, Le manque d'organes a créé un important marché noir, principalement concernant les reins. 8 % des transplantations effectués dans dix-sept cliniques privées de Tijuana et Ciudad Juarez concernent des étrangers, principalement venus des États-Unis,.
Le procureur général du Mexique a estimé qu'il est probable que les meurtres non élucidés et la disparition de centaines de femmes à Ciudad Juárez, qui n'ont jamais été retrouvées, soient liés à un trafic d'organes. « plusieurs détails soutiennent l'idée que ces femmes ont été tuées pour leurs organes » a-t-il déclaré.

##### Royaume-Uni
En 2007, un homme au Royaume Uni est devenu la première personne condamnée par l'Human Tissue Act 2004, essayant de vendre un de ses reins en ligne à 24 000 £ pour payer ses dettes.

##### Israël
En 2009, un article du tabloïd suédois Aftonbladet, intitulé « Nos enfants sont dépouillés de leurs organes » accuse Tsahal de couvrir un trafic d'organes prélevés sur des Palestiniens. Deux jours après la publication de l'article, l'auteur avait admis, qu’il « n’avait aucune idée » ni « aucune preuve » de la véracité de ces accusations,. Cet article avait suscité un malaise diplomatique entre la Suède et Israël qui avait demandé une condamnation officielle de l'article. Ce que le gouvernement suédois avait refusé, en avançant son « attachement à la liberté de la presse ».
Par la suite fut révélée l'affaire du docteur Jehuda Hiss (en), qui fut responsable de l'institut médico-légal de la morgue d'Abu Kabir (en), et qui avait prélevé des cornées dans les années 1990, sur des cadavres « de manière extrêmement informelle ». Il aurait également prélevé des valves cardiaques, de la peau et des os. Les prélèvements se faisaient sur des cadavres de soldats et de citoyens israéliens, pour la plupart sans même l'autorisation de leurs familles. Il se contentait d'une autorisation d'autopsie de la famille, pour faire ses prélèvements, utilisés ensuite pour des dons d'organes,.

##### Albanie
En 2004, un rapport de l'ambassade de Grèce à Tirana affirme que des « enfants de Tirana ont été assassinés et leurs organes sont partis pour l’Italie et la Grèce dans les valises diplomatiques de fonctionnaires albanais ».

##### Iran
L'Iran est le seul pays au monde, possédant une règlementation du marché de la greffe. Le gouvernement garanti aux donneurs une rémunération de 1200$ ce qui attire beaucoup d'Iraniens pauvres, prêt à vendre légalement leurs organes. Les donneurs possédant un groupe sanguin rare réclament parfois informellement des sommes supplémentaires pouvant aller jusqu'à 10000$. Généralement ce système ne permet pas aux donneurs de sortir de la pauvreté. Selon Organ Watch, le marché noir est toujours une réalité, « C’est très difficile d’encadrer un système basé sur l’appât du gain. Il y a trop souvent une mafia qui s’intercale». Selon une étude, 58 % des donneurs affirmaient que la vente de leur organe avait eu des effets négatifs sur leur état de santé et 65 % rapportaient des conséquences négatives sur leur statut professionnel.

##### Syrie
En 2010, onze personnes ont été arrêtées en Syrie pour trafic d'organe, le groupe de trafiquants, dirigé par un couple syrien, acheminait les donneurs des quartiers pauvres d'Alep, dans le nord de la Syrie, vers l'Égypte, où ces derniers vendaient un rein à des clients arabes du golfe Persique, principalement des Saoudiens et Émiratis.
À partir de 2013, la Guerre civile syrienne a entraîné l'exode de centaines de milliers de réfugiés, proies vulnérables au trafic d'organes notamment en Turquie,.

##### Afrique du Sud
En Afrique du Sud, le trafic est entretenu à la fois par les réseaux criminels et à la fois par le prélèvement illégal dans les hôpitaux .
En 2010, cinq docteurs de Netcare ont été condamnés pour leur participation dans un réseau de trafic d'organes, tandis que Netcare fut reconnu coupable de 109 transplantations commises entre 2001 et 2003. Le groupe nie les accusations.

##### Jordanie
Plus de 300 résidents du Royaume hachémite vendent leurs reins chaque année. 81 cas de vente illégale d'organes ont été découverts en 2007, principalement par des trafiquants libanais pour une clientèle provenant d'Arabie saoudite et des riches pays du golfe persique.

##### Hongrie
La grande majorité des victimes du trafic sont des habitants des régions du nord-est. Il n'y a pas de statistiques officielles concernant l'ampleur du phénomène.

##### Mozambique
Le gouvernement envisage d’ordonner la fermeture des commerces la nuit, pour contrecarrer les trafics d'êtres humains et d'organes. Notamment de reins et de cornée existent et nourrissent des réseaux de transplantation. Un rapport de l'Unesco cite le cas d'une enfant de 3 ans retrouvée morte les organes prélevés.Selon l'UNESCO le trafic est en expansion.

##### Italie
En 2009, Lors d’une assemblée du Fonds des Nations Unies pour l'enfance, «le ministre italien de l'Intérieur Roberto Maroni établit un lien entre la disparition de 400 mineurs, arrivés sur l’île de Lampedusa en 2008 et le trafic d’organes». Le gouvernement attribue au trafic d'organes, la disparition d'environ un tiers des migrants mineurs arrivant sur son sol. L'Italie pourrait être devenu le carrefour du trafic d'organes européen.

### Guerre du Kosovo
Dans son livre-témoignage La chasse, moi et les criminels de guerre, l'ex-procureur du Tribunal pénal international pour l'ex-Yougoslavie, Carla Del Ponte, dénonce un trafic d'organes mené au Kosovo à la fin des années 1990, impliquant de hauts responsables politiques actuels, elle raconte que certaines victimes étaient des prisonniers, dont des femmes, des Serbes et d'autres ressortissants slaves, transportés au cours de l'été 1999 depuis le Kosovo jusqu'en Albanie où ils étaient tués pour s'emparer de leurs organes. «Ces organes étaient ensuite envoyés depuis l'aéroport de Tirana vers des cliniques à l'étranger pour être implantés sur des patients qui payaient » écrit-elle. Leurs bourreaux n'hésitaient pas à aller plus loin. « Les victimes privées d'un rein étaient de nouveau enfermées dans une baraque jusqu'au moment où elles étaient tuées pour d'autres organes» précise-t-elle. En juin 2008, Le Conseil de l'Europe a ouvert une enquête et en a chargé le sénateur suisse Dick Marty.
Dans un rapport préliminaire publié en décembre 2010, il accuse l'actuel premier ministre du Kosovo, Hashim Thaçi, d'être à la tête de ce trafic. Ce groupe est entre autres accusé d'avoir installé des camps retranchés en Albanie où il détenait ses prisonniers puis les exécutait. Ces geôles étaient des maisons isolées et une usine désaffectée, dont certaines ont été transformées en cliniques improvisées dirigées par le chirurgien Shaip Muja, membre d'un groupe de responsables de l'UÇK baptisé Groupe de Drenica.
En 2013, l'Assemblée parlementaire du Conseil de l’Europe estime que l'Union européenne ne semble pas lutter activement contre ce tourisme de transplantation. L'enquête, menée par le procureur Vladimir Vuckevic, a permis de mettre à jour de nouveaux témoignages, comme celui d'un maquisard kosovar prélevant, sans anesthésie, le cœur d'un prisonnier serbe d'une vingtaine d'années, attaché sur des bancs d'écolier.
Affaire de la clinique Medicus. Une enquête menée par l'EULEX a révélé l'existence près de Pristina d'une clinique privée, la clinique Medicus, qui a été au cœur d'un réseau international de trafic d'organes, ayant été actif jusqu'en 2008. Gérée par Yusuf Erçin Sönmez, un chirurgien turc de mauvaise réputation, elle accueillait des « volontaires » venus d'Europe de l'Est, d'Asie centrale  de Turquie. Lors d'opérations clandestines, ceux-ci se faisaient prélever des organes en échange desquels ils recevaient théoriquement de 10 000 à 15 000 euros. En réalité, beaucoup de victimes n'étaient jamais payées. Ces organes étaient ensuite transplantés chez des receveurs venus de pays riches, qui payaient l'opération jusqu'à 100 000 euros. La clinique a bénéficié de complicités de l'administration kosovare qui lui donnait des certificats de complaisance. Le propriétaire de la clinique, Lutfi Dervishi, est un proche de Hashim Thaci.
En janvier 2011, Yusuf Erçin Sönmez est arrêté à Istanbul à la suite d'un mandat d'arrêt international d'Interpol. Surnommé « Dr Frankenstein» par la presse, un procureur turc a requis 171 ans de prison contre lui. En août 2012, une enquête du Spiegel révèle qu'un urologue allemand aurait investi près de trois millions d'euros dans la clinique à l'époque où elle était active.
En avril 2013, un tribunal européen a reconnu coupables cinq médecins kosovars (dont Dervishi) d'exercice illégal d'activités médicales et de criminalité organisée. Dervishi a été condamné à huit ans de prison. Le rapporteur du Conseil de l'Europe, Dick Marty, a déclaré que l'affaire de la clinique Medicus était liée aux hautes sphères du pouvoir kosovar. Quelques jours plus tard, début mai, la justice européenne ouvre une nouvelle enquête contre 8 personnes dans l'affaire Medicus dont l'ancien ministre kosovar de la santé Alush Gashi et le conseiller du premier ministre, Shaip Muja, accusés de trafic d'organes et de 5 autres chefs d'accusation. Proches eux aussi d'Hashim Thaci, ils sont impliqués dans l'affaire Medicus mais leurs noms reviennent également dans le trafic d'organes sur les prisonniers serbes de la guerre du Kosovo. Selon le rapport de Dick Marty, Shaip Muja était chef du service médical de la guérilla UÇK durant la guerre et a lui-même procédé aux ablations d'organes sur les prisonniers assassinés.
En 2008 les polices de la MINUK et du Kosovo ont ouvert une enquête sur un réseau de trafic d'organes basé à Pristina et opérant dans une clinique privée : la Medicus. L'enquête a été reprise ultérieurement par les policiers européens d’Eulex sous la direction du procureur spécial. Les « chasseurs des reins », tel que baptisés par la presse, promettaient 15 000 euros pour un rein à des donneurs originaires de Moldavie, du Kazakhstan, de Russie ou de Turquie. Les patients eux payaient 100 000 euros. Sept personnes ont été inculpées, dont cinq Kosovars et un chirurgien turc surnommé « docteur Vautour », Yusuf Sonmez, qui sera arrêté en 2011. Deux ans après la découverte de la clinique Medicus, Le chirurgien turc Yusuf Sonmez a été libéré sous caution avec interdiction de quitter le territoire, le docteur Lutfi Dervishi, chef du service d'urologie à l'hôpital de Pristina, aurait imaginé ce trafic dans le courant de 2006, peu après avoir rencontré Sonmez lors d'un congrès d'urologie.Lutfi Dervishi, qui est désormais visé par un mandat d'arrêt international, aurait assuré la mise en relation des donneurs recrutés en Turquie, en Moldavie, au Kazakhstan ainsi qu'en Russie, avec les receveurs.[source insuffisante] Le vice-ministre de la Santé, Ilir Rrecaj, a été suspendu de ses fonctions pour avoir autorisé la clinique à effectuer des transplantations, malgré l'interdiction explicite de la législation kosovare.

## Les solutions proposées
Il existe plusieurs solutions proposées pour augmenter le nombre d'organes humains disponibles légalement et réduire l'augmentation du commerce illicite de ces organes dans le monde entier. Les politiques de consentement présumé ont été efficaces dans différents pays, notamment le Brésil, les États-Unis et de nombreux pays européens. Ces politiques peuvent être soit de consentement présumé (pendant la vie) soit de retrait (après la mort). Dans la catégorie des politiques de retrait, le don d'organes est présumé après la mort, bien qu'il soit possible de choisir de ne pas donner en soumettant des documents. Les recherches ont montré une augmentation d'environ 25 à 30 % de la quantité d'organes disponibles dans les pays à politique de consentement présumé. Dans la catégorie des politiques de consentement présumé, comme les États-Unis ou la France, une personne peut choisir de donner ses organes pendant sa vie. Dans une politique de consentement présumé, les familles réussissent parfois à prendre la décision de donner le cœur.
Un programme de réduction du commerce d'organes suppose plusieurs méthodes. Ces lois aident à augmenter la quantité d'organes disponibles, ce qui réduit le nombre de patients qui se tournent vers le marché noir. En même temps, l'augmentation de l'offre d'organes réduit le coût financier d'une transplantation et, par conséquent, la nécessité du tourisme médical.
Une autre méthode proposée est d'adopter des lois qui imposent aux médecins la responsabilité de signaler les suspects de trafic d'organes. Chiper Hughes a écrit en profondeur sur la question des médecins qui effectuent des opérations illégales en sachant pertinemment qu'elles sont illégales.
De nombreuses personnes aux États-Unis pensent que l'adoption d'un système de réglementation du commerce d'organes similaire à celui de l'Iran aiderait à réduire la pénurie de reins pour la transplantation. Ils pensent que les États-Unis devraient adopter des politiques similaires pour garantir la sécurité de la chirurgie, fournir des soins aux donneurs à vie. Ils considèrent également que les compagnies d'assurance privées investiront dans la fourniture de ces soins aux donneurs, ce qui rendrait les lois de soins de longue durée plus favorables en protégeant les conditions de toute convention de don.

### Filmographie
- Morts suspectes (1978) de Michael Crichton
- Sympathy for Mister Vengeance (2002) de Park Chan-wook
- La Vallée des loups - Irak (2006) de Serdar Akar
- Dirty Pretty Things (2002) de Stephen Frears.
- État de choc (2010) de Baltasar Kormákur
- Captifs (2010) de Yann Gozlan
- Le Docteur et les Assassins (1985) de Freddie Francis
- Cadavres à la pelle (2010) de John Landis
- The Island (2004) de Michael Bay
- X-Files : Régénération (2008)